# Латышская демократическая партия
Латышская демократическая партия (латыш. Latviešu Demokrātiskā partija, LDP) — бывшая политическая партия в Латвии, представлявшая интересы «радикального» крыла латышской буржуазии.

## История
Латышская Демократическая Партия образована в 1905 году на волне массовых протестов против происходивших в период с января 1905 по июнь 1907 года в Российской империи.
После Февральской революции 16 апреля 1917 года в Риге и Санкт-Петербурге она была преобразована. В исполнительный комитет партии входило 35 человек, во главе с писателем Аугустсом Деглавсом. Главой петербургского отделения был Янис Алфредс Кукурс. Среди участников партии были также Янис Голдманис и Петерис Залите.
23 сентября 1917 года партия объединилась с другими политическими объединениями в Демократический блок, в составе которого выступала в Народном совете Латвии, где ее представителями были Эраст Бите, Микелис Бружис, Аугустс Рагис и другие

## Политическая идеология
Партия требовала отмены привилегий помещиков (остзейских немцев), но категорически возражала против всеобщих и равных выборов. Также партия выступала за раздел и продажу крестьянам помещичьих земель, более широкого права самоуправления.